# 2-氯-9,10-二苯基蒽
在化學中，2-氯-9,10-二苯基蒽（化學式：C26H17Cl）是一種稠環芳烴的氯化物，常溫常壓下是橘紅色固體
用於藍綠色螢光棒中的螢光染料。是9,10-二苯基蒽的一種氯化衍生物。